# Few of Us
Few of Us (en lituano: Mūsų nedaug) es una película dramática lituana de 1996 dirigida por Šarūnas Bartas. Se proyectó en la sección Un certain regard del Festival de Cine de Cannes de 1996.
La película muestra a una joven (Yekaterina Golubeva)) visitando un grupo nómada tofalar en los montes Sayan. La obra, sin diálogos, presenta planos diseñados como pinturas con diversos paisajes e interiores desnudos. El vínculo entre los planos a veces se produce sólo gracias al sonido.

## Trama
Las primeras escenas muestran a una mujer joven en un helicóptero. Lentamente la cámara se acerca a un pueblo al mismo tiempo que a la mujer. Ella, tal vez periodista o académica, observa desde el helicóptero los montes Sayan (sur de Siberia, provincia de Irkutsk, cerca de Tuvá). Es una región infinita, misteriosa, e inhóspita, donde vive una población que parece haber olvidado el paso del tiempo y el contacto con otros seres humanos. Se trata de un rincón remoto del mundo, el paisaje es agreste y el clima hostil para los pocos habitantes, que de hecho parecen estar en constante conflicto con la naturaleza. Un pastor viejo monta un reno y fuma en su choza, los ancianos permanecen en la oscuridad de casas pobres y desnudas, las mujeres preparan los alimentos. Todo transcurre como de costumbre hasta la llegada de la joven, a quien se ve en una ladera llena de cantos rodados, de la cual baja dificultosamente. Luego se encuentra en un vehículo oruga de apariencia militar y en la casa del pastor, quien comparte silenciosamente con ella un pan. Posteriormente tiene lugar una fiesta con música de acordeón piano, canto y baile. Los participantes parecen estar alcoholizados. La visitante es agredida por un hombre, a quien primero rechaza con un golpe y luego con un cuchillo, en medio de la indiferencia general. Más tarde se la muestra con una contusión  en la cabeza y el hombre yace en el suelo desangrándose. La mujer abandona tambaleándose el lugar, cruza un arroyo y busca cobijo en una choza. Un hombre la ha seguido e intenta entrar en contacto con ella. Pasa la noche acuclillado en el piso. Al día siguiente otro hombre lo mata de un tiro de rifle mientras bebía en la orilla del arroyo.  La mujer se aleja y oye pasar un helicóptero. Se ve al pastor de renos alejándose. El viento arrecia y las montañas desaparecen detrás de las ráfagas.

## Recepción
Paolo Mereghetti (Sette) se explaya sobre lo indecible en la película "¿Qué está mostrándonos el director? ¿Qué puede realmente mostrarnos sobre ese mundo? Es el ojo del espectador el que debe buscar en los rincones, en los pliegues, en las zonas oscuras, redescubriendo la capacidad de mirar, de observar, de comprender. No tenemos noticias de este viaje al fin del mundo, al final de la película seguramente no sabremos más sobre los usos de los tofolar, sólo nos habremos enfrentado a algunas imágenes insólitas y habremos aprendido que en el cine no se trata sólo de efectos especiales y actores famosos. Y algo más también: en este caso se trata de la posibilidad de explorar más profunda e intensamente nuestras propias capacidades sensoriales, empezando por la vista y el oído. Darnos cuenta de que la realidad es muchas veces "incomprensible" pero que nunca debemos dejar de cuestionarla o de intentar abrir cada vez mejor los ojos." 
El crítico de Cinepaxy considera que "Lontano da Dio e dagli uomini [título en italiano: Lejos de Dios y de los hombres] se sitúa inmediatamente en un limbo de indefinibilidad, fuerte en una intención sugerente poco común. Por tanto, no hay compromiso, la película renuncia a inclusiones en estructuras que establecerían su resumen y prefiere el aspecto esencial de la puesta en escena, el objeto sobre el sujeto, el estancamiento sobre el movimiento. La imagen adquiere un carácter temporal y está en constante búsqueda de un absoluto, de una forma de independencia sin reservas. Bartas construye una dimensión fuera de lo común, una realidad que explota su base surrealista para reflexionar sobre el mundo. A falta de un hilo narrativo real, ni de una lógica racional básica, la película puede estar sujeta a interpretaciones de diversa índole. El mundo al que estamos proyectados es un mundo de desolación, nada existe fuera de la destrucción, de la nada, ni siquiera el hombre parece haberse salvado de este (probable) fin del mundo, nada más que la naturaleza persiste, única protagonista real de la película. Y es precisamente frente a esto que la mujer se encuentra perdida, ya que en Lejos de Dios y de los hombres la naturaleza está devastada y es devastadora, devastadora en el sentido de que lo abarca todo, aniquiladora. Pero también es un extremo que se explica a nivel espiritual, relacionando el contacto con las cosas, con el contacto con lo divino, en este sentido la película en su conjunto puede verse como una oración profunda: un acto de amor incondicional." 
Just Another Film Buff aporta consideraciones generales sobre el cine de  Šarūnas Bartas que son aplicables a Few of us: "Los personajes de las películas de Bartas [...] intentan en vano dejar atrás el terrible pasado, atravesar el difícil presente y llegar a un futuro que puede existir o no. Considerada inútil la comunicación, apenas hablan y, aunque lo hagan, la conversación se limita a expresiones banales y cotidianas. En consecuencia, las películas de Bartas tienen poco o ningún diálogo y se basan casi por completo en un diseño de sonido bressoniano que consiste principalmente en sonidos naturales. También las actuaciones en las películas son muy parecidas a las de Bresson. No hay expresiones transmitidas por los actores, ni gestos que delaten ni una salida fácil para las emociones. Los espacios exteriores son profundos y vastos en las películas de Bartas, mientras que los interiores son oscuros, decrépitos y decadentes. Los paisajes, desolados, generalmente glaciales, casi ilimitados y aparentemente inhóspitos, casi siempre se utilizan como metáforas de un esquema más amplio. Sus composiciones son a menudo diagonales, con poca luz y encarnan simultáneamente componentes estáticos y dinámicos dentro de un solo cuadro. Curiosamente, su montaje es en gran medida eisensteiniano y sigue yuxtaponiendo personas, sus rostros y paisajes a lo largo de su filmografía. Pero como las imágenes individuales poseen en sí mismas mucha ambigüedad de significado, las secuencias conservan el suyo, superando así las limitaciones del montaje asociativo [,,,] En muchos sentidos, el cine de Bartas se sitúa a medio camino entre el de Andréi Tarkovski y Béla Tarr, ambos cineastas preocupados por narrar la vida en un estado comunista.